# Aucard de Tours
Aucard de Tours est un festival de musiques actuelles amplifiées, créé en 1986 par une radio associative tourangelle nommée Radio Béton. Ayant lieu à Tours tous les ans, le festival s'inscrit dans une volonté de défendre les musiques actuelles avec une programmation variée. Auparavant située sur l'île Aucard, la scène principale se trouve désormais sur la plaine de la Gloriette.

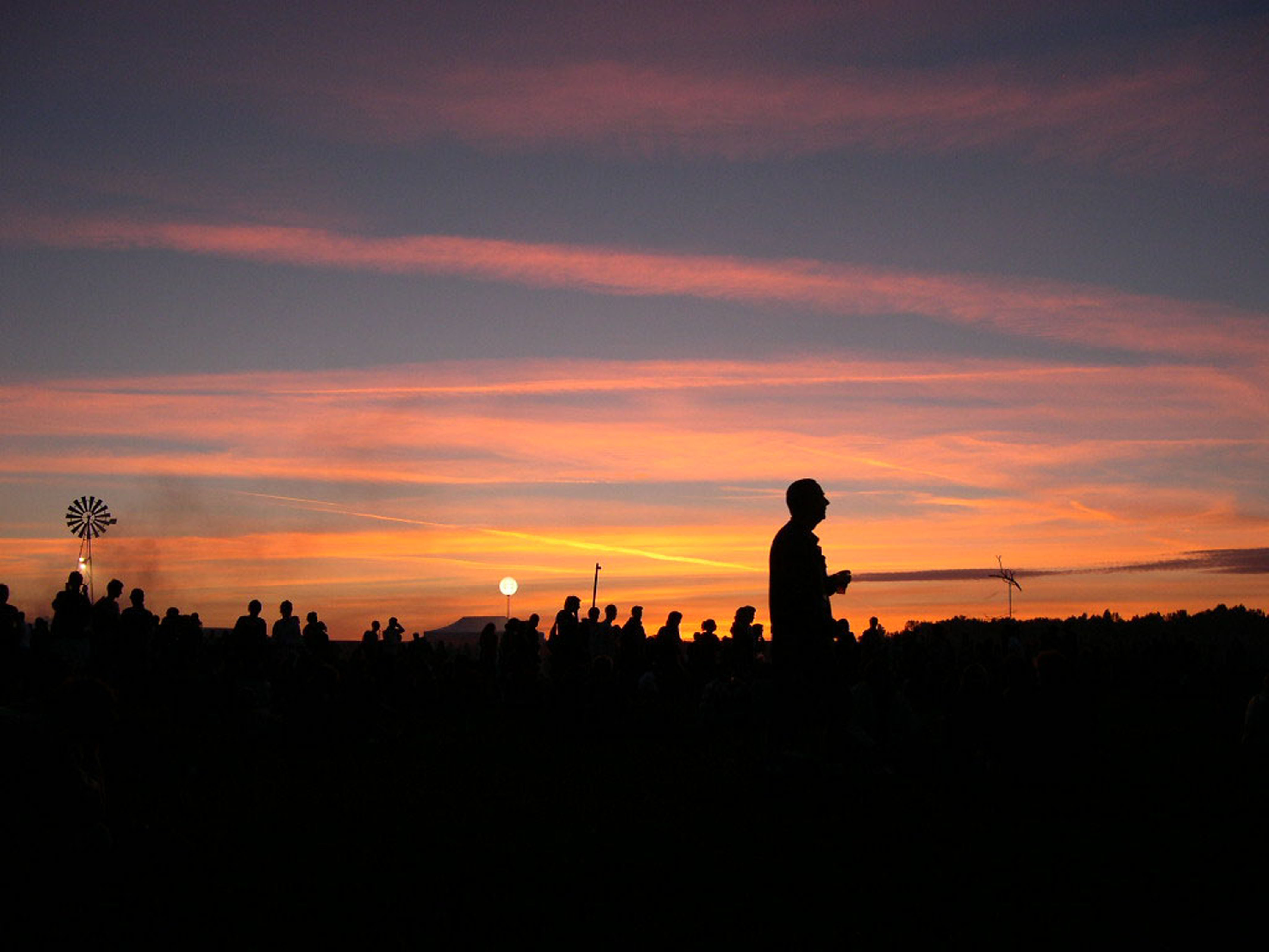
Une partie du public lors du concert de clôture de la première édition à la Gloriette, en 2006.

## Description
Le festival Aucard de Tours fut créé en 1986, à l'initiative d'une radio associative tourangelle nommée Radio Béton. Il s'agit d'un festival de musiques actuelles amplifiées, qui était à l'origine organisé sur l'île Aucard et qui se terminait par un concert au lac de la Bergeonnerie.

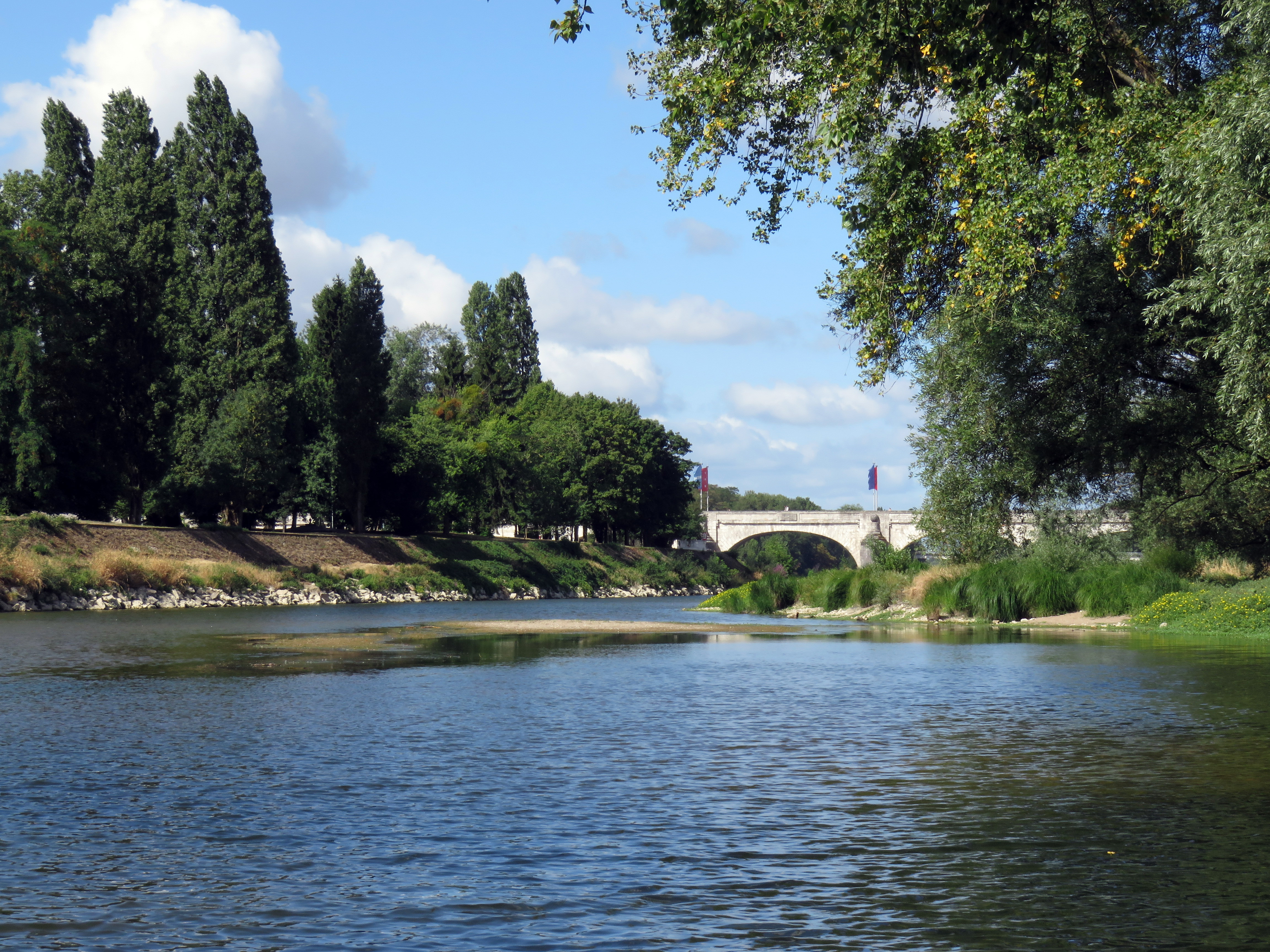
L'île Aucard à Tours.

Mais la construction d'une piste d'athlétisme sur l'île mit un terme au déroulement des festivités sur le site. En 2006, le festival déménagea ainsi sur la plaine de la Gloriette au quartier des Deux-Lions. Les artistes au programme du festival sont rarement très connus et la place est avant tout faite aux musiciens des scènes indépendante et locale. Les genres y sont très variés, allant du rock au rap, à la techno, en passant par le dub et le punk. Lorsque les conditions le permettent, le festival a donc lieu tous les ans à Tours, à la fin du mois de mai ou au début du mois de juin, voire à la mi-juin, les dates pouvant changer selon les circonstances.

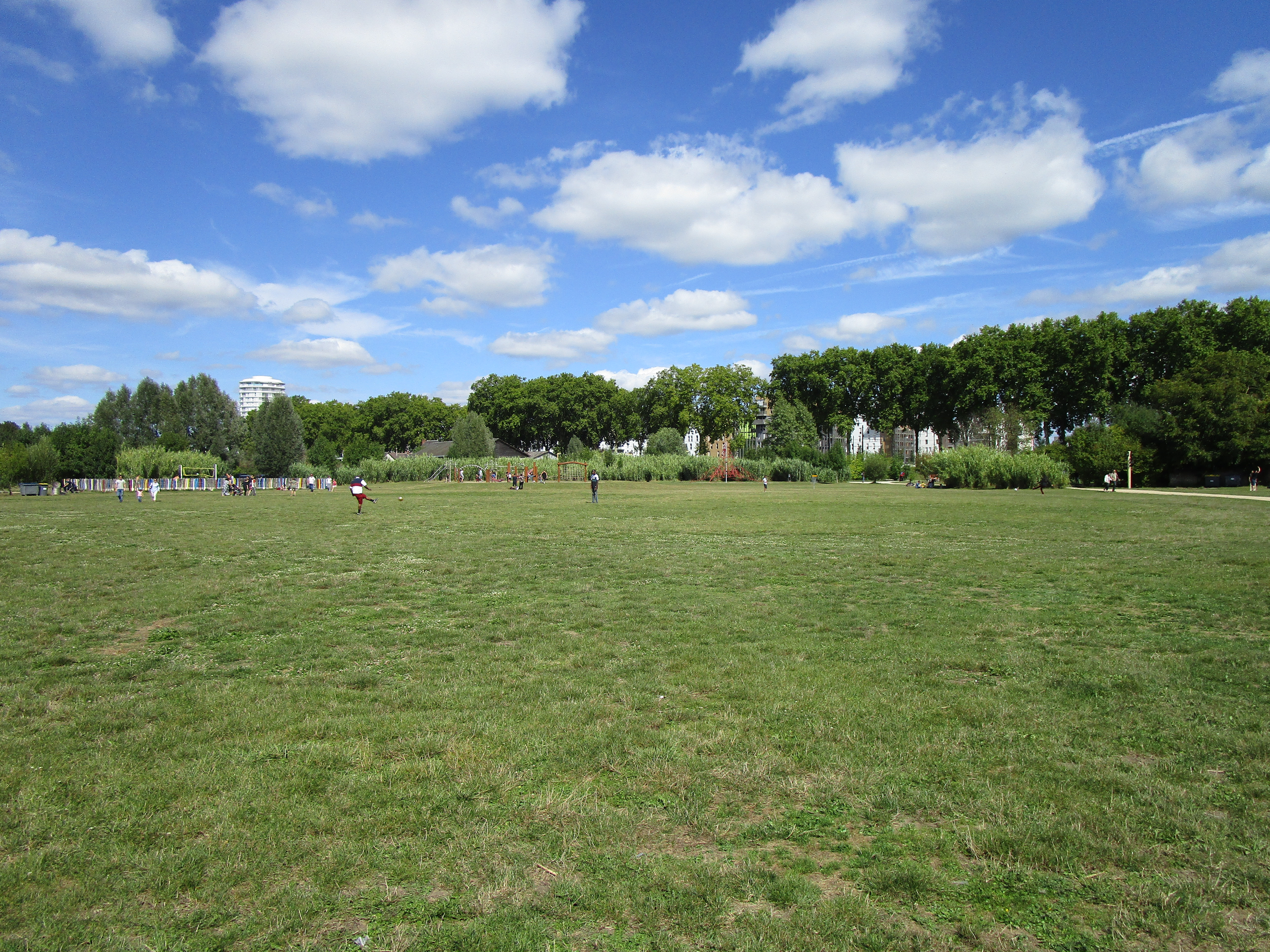
Le parc de la Gloriette du quartier des Deux-Lions, où se tient le festival.

## Déroulement
La quasi-totalité des festivités dure une semaine et les concerts se déroulent dans divers lieux. Le festival s'organise autour de plusieurs scènes et se décline en plusieurs programmations,.
En lien avec le festival, les organisateurs ont développé une programmation nommée Autour d'Aucard, qui propose des concerts dans différentes salles ou dans des bars d'Indre-et-Loire, sur une période plus étendue que la programmation officielle, avec des soirées comme un before et un after festival.

Le week-end précédant le début des festivités, les salles de cinéma associatives d'art et d'essai de Tours nommées Studio, accueillent une soirée consacrée aux séries Z et aux nanars, en collaboration officielle avec l’équipe de Nanarland.

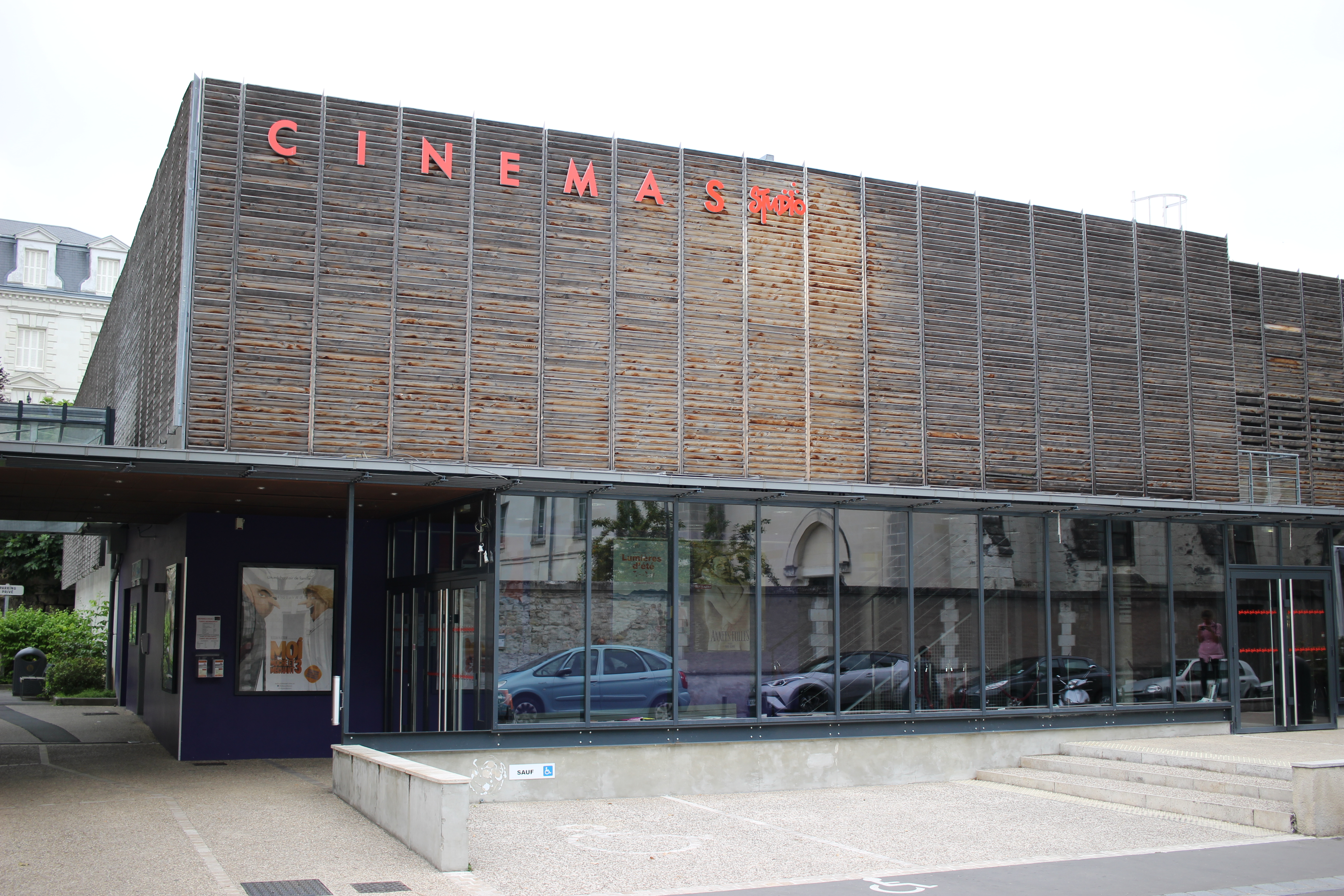
Le cinéma Studio.

À l'ouverture, la scène principale du festival placée sous un grand chapiteau et nommée Chapit'Auc, accueille quotidiennement des concerts payants réunissant plusieurs groupes, généralement précédés d'un spectacle de rue gratuit (troupes de théâtre, humoristes, poètes, clowns…).
Durant toute la semaine, le festival propose aussi la programmation des Apérocks : de petites prestations musicales gratuites qui se déroulent dans divers bars de l'agglomération,.
Enfin le samedi, les festivités se voient clôturées par une soirée de concerts sur la scène principale, qui auparavant se différenciait des concerts en semaine par sa gratuité, mais qui devint payante en raison de la perte d'une subvention.

## Difficultés
En 2008, en raison de la disparition de la subvention de la DRAC Centre, l'organisation du festival ne peut plus maintenir la gratuité de la soirée du samedi. Celle-ci a désormais lieu sous le Chapit'Auc, avec une jauge public légèrement supérieure à celle de la semaine. En 2016, du fait de la proximité entre le Cher et le parc de la Gloriette, une météo défavorable inonde le site du festival et la 31ème édition est annulée. En 2020 et 2021, le festival est annulé à cause de la pandémie de Covid-19 en France. Malgré ces difficultés, le festival a su perdurer avec un public fidèle, comme en témoigne l'édition 2022 qui rencontra un franc succès.

## Programmation
Programmation 2008
Le festival eut lieu du 20 au 24 mai.
Guerilla Poubelle, La Phaze, Fumuj, Missil, Janski Beeeats, La goutte au nez, Beat Torrent, Johnny Boy, Ali'n, Rubin Steiner, David Rodigan, Brahim Mahrez, African Heritage Soundsystem, Ygranka, The Upbeats, Black Mountain, Marvin …
Programmation 2009
Le festival eut lieu du 7 au 13 juin.
EZ3kiel vs Hint, Les Wriggles, General Levy, Les Vedettes, Les Fils de Teuhpu, DJ Pone, Les Ogres de Barback, The Magnetix, John & Jehn, Naive New Beaters, The Psychologist & His Medicine Band, Kabu Ki Buddah, Raztacrete, Wouahzif, African Heritage, Les Voleurs de swing, Carton Park, Gablé, Rytmetix, Kabu Ki Buddah, Brodinski, Gangpol & Mit, Grems, Troubi, NT4, Arno N'Joy
Programmation 2010
Cette édition marque les vingt-cinq ans du festival et eut lieu du 8 au 12 juin.
Les artistes suivants ont participé : High Tone, Atari Teenage Riot, Casey, Popof, Pony Pony Run Run, Brain Damage, Oddateee, Boogers, Didier Super, Marvin, Les Ramoneurs de menhirs, Scratch Bandits Crew, The Feeling of Love, Piano Chat, La Pompe moderne, Koudlam, Sex & Dollars, Framix, Red Phone, Steel in Mind, Thee of Sees, Verbal Razor, Kill For Total Peace, Daily Mind Distorsion, Tambour Battant, Sukara, Kosmos, DJ Ben, Future of the Left, We Are The Physics, Wait & See, The Chap, Cheveu, Kiss Kiss Karate Passion, DJ Arc de Triomphe, Magic Barbecue, Sam Tach'.